# Anssi Salmela
Anssi Salmela, född 13 augusti 1984 i Nokia, Finland, är en finländsk före detta professionell ishockeyspelare som spelar för EHC Biel i Nationalliga A. Hans moderklubb är Ilves, men han debuterade i Liiga med Tappara säsongen 2003/04. Han tog en ordinarie plats i laget säsongen därpå och säsongen 2005/06 lånades han ut till seriekonkurrenten Pelicans. 2007/08 återvände han till Tappara och vann ett finskt brons.
Under sommaren 2008 skrev Salmela på ett ettårskontrakt med New Jersey Devils i NHL. Under de följande tre säsongerna hade han svårt att etablera sig i NHL och spelade också för Atlanta Thrashers och AHL-lagen Lowell Devils, Chicago Wolves och Albany Devils. Totalt stod han för 21 poäng på 112 NHL-matcher. 2011 återvände Salmela till Europa, denna gång för spel med Avangard Omsk i KHL. Efter två säsonger med Omsk blev han bortbytt till HK Donbass. Han spelade dock aldrig för klubben.
Säsongen 2013/14 inledde Salmela med Modo Hockey i SHL, innan han lämnade laget för spel med HV71. Därefter spelade han en säsong var för Färjestad BK och Brynäs IF innan han inför säsongen 2016/17 återvände till KHL. Han hann dock bara spela tio matcher för det nybildade laget HC Red Star Kunlun, innan han bröt sitt kontrakt. Resten av säsongen tillbringade Salmela med Linköping HC i SHL. Därefter återvände han till KHL där han spelade en säsong för Dinamo Riga. 2018 anslöt han till schweiziska EHC Biel i NL, med vilka han tillbringade två säsonger. Därefter återvände han till moderklubben Ilves där han avslutade sin spelarkarriär efter säsongen 2020/21.
Salmela har spelat över 80 A-landskamper och har representerat Finland vid sex VM-turneringar. Vid VM i Slovakien 2011 vann han guld. Han har också tagit ett VM-silver och ett VM-brons. Som junior tog han ett JVM-brons på hemmaplan 2004.

## Karriär

### Klubblagskarriär

#### 2003–2011: Liiga och Nordamerika
Salmelas moderklubb är Ilves, han debuterade i finska högstaligan säsongen 2003/2004 för Tappara. Samma säsong vann han guld med Tapparas J20-lag. Säsongen därpå tog han en ordinarie plats i klubbens A-lag och noterades för sex poäng (ett mål, fem assist) på 48 matcher. Säsongen 2005/06 inledde Salmela med Tappara, men hann bara spela åtta matcher innan han lånades ut till Pelicans. Med Pelicans spelade han 104 grundseriematcher och stod för 39 poäng (19 mål, 20 assist), innan han återvände till Tappara inför säsongen 2007/08. Säsongen kom att bli Salmelas poängmässigt främsta i Liiga då han noterades för 32 poäng på 56 matcher (16 mål, 16 assist), och vann därmed backarnas skytteliga och tilldelades Juha Rantasila-trofén. I slutspelet blev Tappara utslagna av Kärpät i semifinalserien, men vann därefter bronsmatchen mot Jokerit med 3–4.
I slutet av maj 2008 skrev Salmela på ett ettårskontrakt med New Jersey Devils i NHL. Han debuterade med Devils i NHL den 10 oktober 2008 i en 2–1-seger mot New York Islanders. Han blev dock nedflyttad till Devils farmarlag Lowell Devils i AHL efter att ha spelat i de tre inledande omgångarna av NHL-säsongen. Därefter gjorde han AHL-debut den 17 oktober 2008 i en match mot Manchester Monarchs. I november flyttades han åter upp för spel med New Jersey, och noterades för sin första NHL-poäng den 12 november 2008 då han assisterade till ett av målen i segermatch mot Tampa Bay Lightning. Den 3 december samma år gjorde han sitt första mål i AHL, på Devan Dubnyk, i en 4–6-seger mot Springfield Falcons. I början av mars 2009 blev Salmela bortbytt till Atlanta Thrashers mot Niclas Hävelid och Myles Stoesz. I sin andra match med Thrashers gjorde han sitt första NHL-mål den 16 mars 2009, på José Théodore. Under sin första säsong i Nordamerika spelade han 36 matcher i NHL och stod för sex poäng (ett mål, fem assist). I AHL spelade han också för Thrashers farmarlag Chicago Wolves. Totalt noterades han för 24 poäng på 40 matcher i AHL (8 mål, 16 assist).

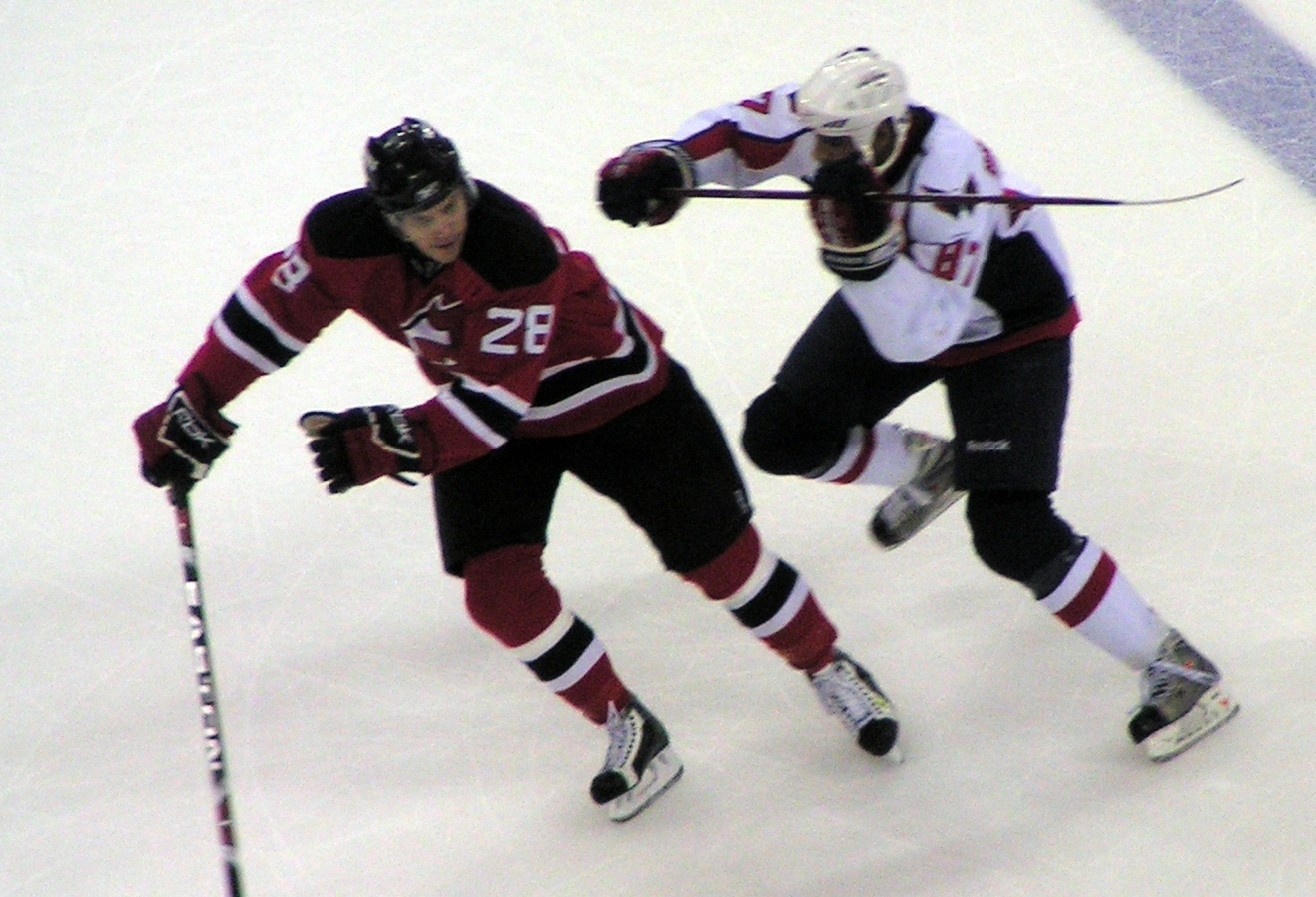
Salmela (till vänster) med New Jersey Devils.

Inför säsongen 2009/10 förlängde Thrashers kontraktet med Salmela med två år. Han blev dock i början av februari 2010 åter bortbytt, denna gång tillbaka till New Jersey Devils, tillsammans med Ilja Kovaltjuk i utbyte mot Johnny Oduya, Nicklas Bergfors och Patrice Cormier. Denna säsong blev Salmelas poängmässigt bästa i NHL då han på 38 matcher stod för åtta poäng (två mål, sex assist). I maj 2010 opererade han sitt knä, efter att ha skadat sig under en landskamp, och missade som en följd av detta inledningen av säsongen 2010/11. Den 15 december samma år gjorde han comeback och tog en ordinarie plats i Devils. Laget misslyckades dock att ta sig till slutspel och på 48 matcher stod Salmela för sju poäng (ett mål, sex assist). Han spelade också två matcher i AHL med farmarlaget Albany Devils, där han dock gick poänglös. Salmela gjorde sin sista NHL-match den 10 april 2011 mot Boston Bruins.

#### 2011–2021: Spel i Europa
Inför säsongen 2011/12 värvades han till Avangard Omsk i ryska KHL. Han gjorde sin första KHL-match den 19 september 2011 och gjorde sitt första KHL-mål, på Matt Dalton, en vecka senare då han hjälpte laget att besegra HK Vitjaz Podolsk med 4–0. I början av oktober 2011 opererade Salmela handen och var borta från spel i tre månader. Han gjorde comeback den 5 januari 2012, och i den efterföljande matchen gjorde han ett äkta hat trick då Barys Astana besegrades med 4–2. I slutspelet tog sig laget ända till final där man ställdes mot HK Dynamo Moskva. Omsk ledde finalserien med 3–1 i matcher, men Moskva lyckades vända underläget och vinna med 3–4 i matcher. Säsongen därpå spelade han 37 matcher och gjorde 14 poäng (två mål, tolv assist).
I maj 2013 meddelades det att Salmela värvats av HK Donbass. Fyra månader senare, utan att ha hunnit debutera för klubben, sparkades han efter en påstådd fyllekväll – något han själv förnekade. I slutet av september samma år meddelade Modo Hockey att man skrivit ett korttidskontrakt med Salmela som sträckte sig över tre veckor. Han gjorde sin första SHL-match den 28 september 2013, och i sin andra match spelade han strax över 32 minuter och noterades för sin första poäng i SHL då han assisterade till ett av Modos mål. I sin tredje match i klubben gjorde han sina två första SHL-mål, på Henrik Lundberg, då Örebro HK besegrades med 3–2. På åtta matcher med Modo stod han för sex poäng (två mål, fyra assist). I oktober 2013 skrev han på för seriekonkurrenten HV71. Under säsongens gång var Salmela den spelare i serien som hade högst snitt i istid (24:34). HV71 tog sig till slutspel via Play in, men slogs ut i kvartsfinalserien av Skellefteå AIK. Under grundserien var han lagets poängmässigt bästa back och stod för 21 poäng på 36 matcher (7 mål, 14 assist).
HV71 var inför säsongen 2014/15 intresserade av att förlänga kontraktet med Salmela, men han började istället träna med schweiziska HC Davos i Nationalliga A. I oktober skrev han dock på för Färjestad BK. Han blev lagets bäste back poängmässigt, och slutade fyra i lagets interna poängliga med 23 poäng på 42 matcher. I början av september 2015 skrev han på ett ettårskontrakt med Brynäs IF. Han missade dock stora delar av säsongen på grund av skador och spelade endast 24 matcher. Inför säsongen 2016/17 lämnade Salmela Brynäs för spel med det nybildade kinesiska laget HC Red Star Kunlun i KHL. Salmela spelade endast tio matcher för klubben, och noterades för fem poäng (två mål, tre assist), innan han bröt kontraktet. I mitten av november 2016 stod det klart att han återvänt till SHL, denna gång för spel med Linköping HC. Efter SM-slutspelet 2017 meddelades det att Salmela lämnat Linköping.
I slutet av september 2017 stod det klart att Salmela skrivit på för Dinamo Riga i KHL. Med 17 poäng på 33 grundseriematcher var Salmela den poängmässigt bästa backen i Riga. I början av juni 2018 bekräftades det att Salmela lämnat klubben då han skrivit ett ettårsavtal med EHC Biel i Nationalliga A. Den 4 december samma år bekräftade klubben att man förlängt Salmelas avtal med ytterligare en säsong. Med 21 poäng på 49 grundseriematcher (tio mål, elva assist) vann Salmela backarnas interna poängliga i Biel. I slutspelet slogs laget ut i semifinalserien mot SC Bern med 4–3 i matcher. På tolv slutspelsmatcher noterades Salmela för fem assistpoäng.
Efter att ha gått klubblös under en stor del av säsongen 2020/21 skrev Salmela ett korttidsavtal med moderklubben Ilves den 27 januari 2021. Drygt en månad senare bekräftades det också att man förlängt avtalet för återstoden av säsongen. Totalt spelade han 23 grundseriematcher för Ilves där han noterades för åtta poäng, varav tre mål. I slutspelet slogs laget ut i kvartsfinal av Lukko med 3–0 i matcher. Dessa matcher kom också att bli Salmelas sista som professionell ishockeyspelare.

### Landslagskarriär

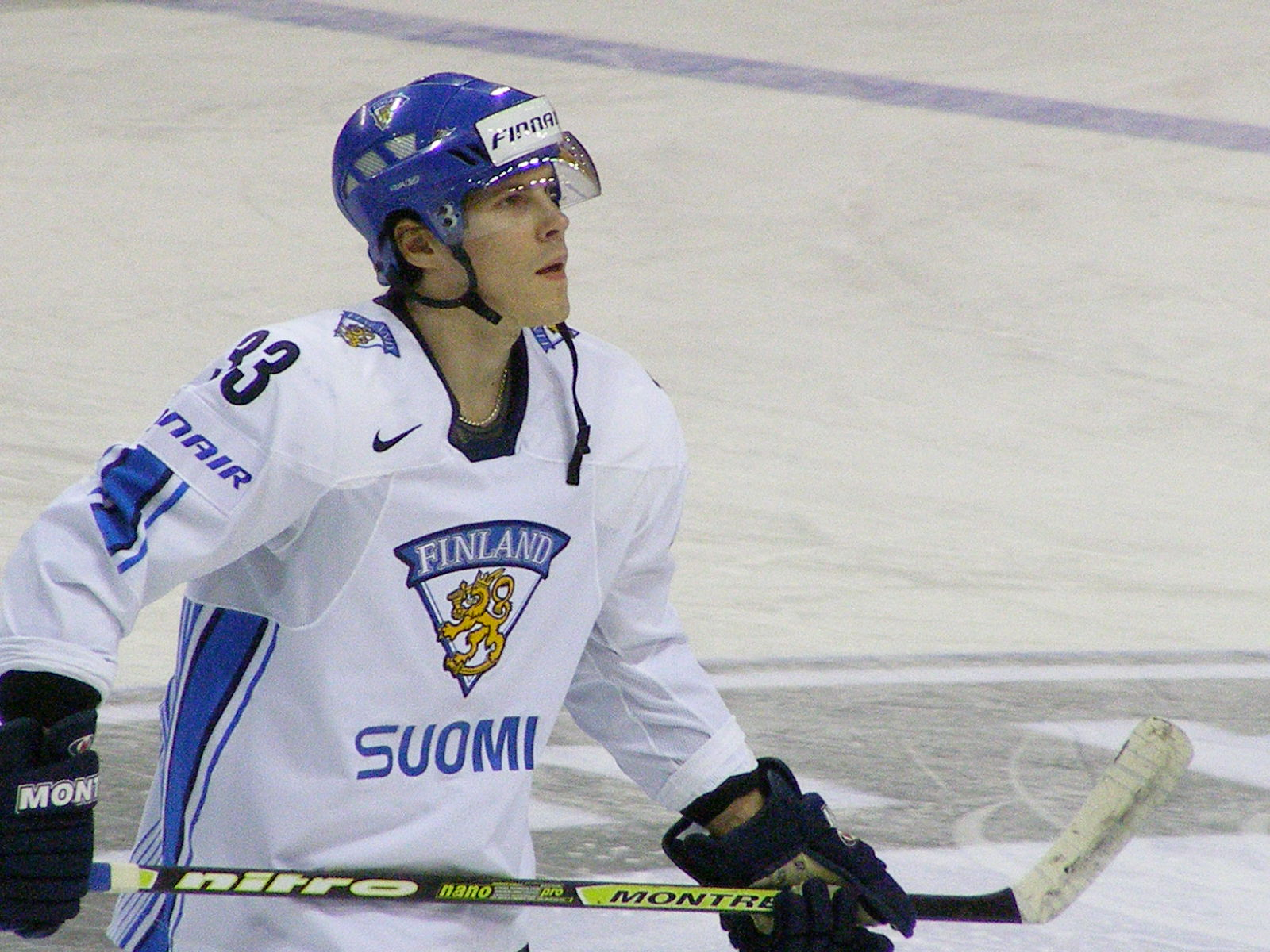
Salmela i landslagströja.

Salmela blev uttagen till det landslag som spelade JVM i Finland 2004. Efter att ha förlorat den inledande gruppspelsmatchen mot Kanada, slutade laget tvåa i grupp B och gick obesegrade fram till semifinalen som man förlorade mot USA med 1–2. I den efterföljande bronsmatchen vann Finland sedan man vänt 0–1 till 2–1 under matchens sista åtta minuter. På sju spelade matcher noterades Salmela för tre poäng (ett mål, två assist).
Salmela debuterade i Finlands A-landslag under Ceská Pojištovna Cup. Han spelade sin första match den 31 augusti 2006 i en 2–1-förlust mot Tjeckien. Den 7 februari, under LG Hockey Games 2008, gjorde han sin första poäng i A-landslaget då han assisterade till ett av målen i en 6–1-seger mot Tjeckien. Senare samma år, blev han uttagen att spela VM i Kanada. Efter de två gruppspelsrundorna hade Finland vunnit fem av sina sex spelade matcher och ställdes mot USA i en kvartsfinal som man vann med 3–2. I semifinalen föll laget med 4–0 mot Ryssland. Man fick dock revansch i den efterföljande bronsmatchen då man besegrade Sverige med 4–0. Salmela noterades inte för några poäng på sina åtta spelade matcher – istället slutade han trea i utvisningsligan med 37 minuter.
Året därpå spelade han sitt andra VM, denna gång i Schweiz. Den 4 maj 2009, i den andra gruppspelsrundans sista match, gjorde Salmela sitt första A-landslagsmål när Kanada besegrades med 4–3 efter straffläggning. Finland slogs därefter ut i kvartsfinalen, efter en 3–2-förlust mot USA. Salmela vann VM-guld 2011 i Slovakien. Laget hade det dock svårt i gruppspelsrundorna och tappade poäng mot lag som Tyskland och Lettland. Kvarts- och semifinalerna gick däremot relativt enkelt då man besegrade Norge (4–1) och sedan Ryssland (3–0). I finalen ställdes man mot Sverige, och låg under med 1–0 efter mer än halva matchen. Med endast sju sekunder kvar av andra perioden kvitterade man, och i den sista perioden utklassade Finland svenskarna. Matchen slutade 6–1 och Finland tog därmed sin andra VM-titel. På nio matcher stod Salmela för tre poäng (ett mål, två assist).
Salemela spelade sin fjärde VM-turnering 2012 i Finland och Sverige. Finland slutade trea i sin grupp sedan man vunnit fem av sina sju matcher. I kvartsfinalen vann man sedan mot USA med 3–2, innan man slogs ut av Ryssland med 6–2 i semifinal. Tjeckien vann sedan den efterföljande bronsmatchen med 3–2. Salmela spelade sju av Finlands matcher och stod för två assisteringar. 2015 var Salmela åter uttagen att spela VM – denna gång i Tjeckien. Finland slutade tvåa i grupp B och ställdes mot hemmanationen i kvartsfinal. Med mindre än fem minuter kvar av matchen avgjorde Jaromír Jágr till Tjeckiens fördel då han gjorde 4–3 i matchen som sedan slutade 5–3. På åtta matcher stod Salmela även under denna turnering för två assisteringar.
2016, när VM avgjordes i Ryssland, var Salmela uttagen för andra året i följd. Han hann spela fem matcher innan han tvingades lämna truppen för att resa hem till Finland och rehabilitera en ryggskada. På dessa matcher hann Salmela med att assistera till ett mål. Finland gick obesegrade fram till och med finalen som man förlorade mot Kanada med 2–0, och Salmela tilldelades därmed med ett VM-silver.

## Statistik

### Klubblag
| 2003–04    | Tappara            | Liiga      | 8   | 0  | 1  | 1  | 0   | —  | — | — | — | —  |
| 2004–05    | Tappara            | Liiga      | 48  | 1  | 5  | 6  | 49  | 8  | 0 | 0 | 0 | 0  |
| 2005–06    | Tappara            | Liiga      | 8   | 0  | 1  | 1  | 0   | —  | — | — | — | —  |
| 2005–06    | Pelicans           | Liiga      | 48  | 8  | 8  | 16 | 59  | —  | — | — | — | —  |
| 2006–07    | Pelicans           | Liiga      | 56  | 11 | 12 | 23 | 58  | 6  | 1 | 1 | 2 | 4  |
| 2007–08    | Tappara            | Liiga      | 56  | 16 | 16 | 32 | 40  | 11 | 0 | 6 | 6 | 14 |
| 2008–09    | New Jersey Devils  | NHL        | 17  | 0  | 3  | 3  | 6   | —  | — | — | — | —  |
| 2008–09    | Lowell Devils      | AHL        | 38  | 8  | 16 | 24 | 41  | —  | — | — | — | —  |
| 2008–09    | Chicago Wolves     | AHL        | 2   | 0  | 0  | 0  | 0   | —  | — | — | — | —  |
| 2008–09    | Atlanta Trashers   | NHL        | 9   | 1  | 2  | 3  | 2   | —  | — | — | — | —  |
| 2009–10    | Atlanta Trashers   | NHL        | 29  | 1  | 4  | 5  | 22  | —  | — | — | — | —  |
| 2009–10    | New Jersey Devils  | NHL        | 9   | 1  | 2  | 3  | 0   | —  | — | — | — | —  |
| 2010–11    | New Jersey Devils  | NHL        | 48  | 1  | 6  | 7  | 14  | —  | — | — | — | —  |
| 2010–11    | Albany Devils      | AHL        | 2   | 0  | 0  | 0  | 0   | —  | — | — | — | —  |
| 2011–12    | Avangard Omsk      | KHL        | 22  | 6  | 4  | 10 | 14  | 21 | 1 | 3 | 4 | 16 |
| 2012–13    | Avangard Omsk      | KHL        | 37  | 2  | 12 | 14 | 37  | 11 | 0 | 1 | 1 | 6  |
| 2013–14    | Modo Hockey        | SHL        | 8   | 2  | 4  | 6  | 20  | —  | — | — | — | —  |
| 2013–14    | HV71               | SHL        | 36  | 7  | 14 | 21 | 64  | 5  | 1 | 1 | 2 | 2  |
| 2014–15    | Färjestad BK       | SHL        | 42  | 6  | 17 | 23 | 28  | 3  | 1 | 2 | 3 | 4  |
| 2015–16    | Brynäs IF          | SHL        | 24  | 4  | 11 | 15 | 47  | 3  | 0 | 1 | 1 | 4  |
| 2016–17    | HC Red Star Kunlun | KHL        | 10  | 3  | 2  | 5  | 8   | —  | — | — | — | —  |
| 2016–17    | Linköping HC       | SHL        | 32  | 4  | 14 | 18 | 28  | 6  | 0 | 2 | 2 | 2  |
| 2017–18    | Dinamo Riga        | KHL        | 33  | 5  | 12 | 17 | 18  | —  | — | — | — | —  |
| 2018–19    | EHC Biel           | NLA        | 49  | 10 | 11 | 21 | 28  | 12 | 0 | 5 | 5 | 6  |
| 2019–20    | EHC Biel           | NLA        | 37  | 5  | 11 | 16 | 10  | —  | — | — | — | —  |
| 2020–21    | Ilves              | Liiga      | 23  | 3  | 5  | 8  | 24  | 5  | 0 | 0 | 0 | 4  |
| Liiga      | Liiga              | Liiga      | 249 | 39 | 47 | 86 | 232 | 33 | 1 | 7 | 8 | 24 |
| NHL totalt | NHL totalt         | NHL totalt | 112 | 4  | 17 | 21 | 44  | —  | — | — | — | —  |
| SHL totalt | SHL totalt         | SHL totalt | 142 | 23 | 60 | 83 | 187 | 17 | 2 | 6 | 8 | 12 |
| KHL totalt | KHL totalt         | KHL totalt | 102 | 16 | 30 | 46 | 77  | 32 | 1 | 4 | 5 | 16 |
| AHL totalt | AHL totalt         | AHL totalt | 42  | 8  | 16 | 24 | 41  | —  | — | — | — | —  |

### Internationellt
| År            | Lag           | Turnering     | Matcher | Mål | Assists | Poäng | Utv. |
| ------------- | ------------- | ------------- | ------- | --- | ------- | ----- | ---- |
| 2004          | Finland       | JVM           | 7       | 1   | 2       | 3     | 6    |
| 2008          | Finland       | VM            | 8       | 0   | 0       | 0     | 37   |
| 2009          | Finland       | VM            | 7       | 1   | 0       | 1     | 2    |
| 2011          | Finland       | VM            | 9       | 1   | 2       | 3     | 4    |
| 2012          | Finland       | VM            | 7       | 0   | 2       | 2     | 25   |
| 2015          | Finland       | VM            | 8       | 0   | 2       | 2     | 4    |
| 2016          | Finland       | VM            | 5       | 0   | 1       | 1     | 2    |
| Junior totalt | Junior totalt | Junior totalt | 7       | 1   | 2       | 3     | 6    |
| Senior totalt | Senior totalt | Senior totalt | 44      | 2   | 7       | 9     | 74   |